# Сэвадж, Андреа
Андреа Сэвадж (англ. Andrea Savage, род. 20 февраля 1973) — американская комедийная актриса, сценарист и телевизионный продюсер.
Сэвадж наиболее известна благодаря своим ролям в ситкомах «Школа в Ласковой долине», «Значимый другой» и «Телеканал „Гори в Аду“», а также появилась в таких шоу как «Американская семейка», «Два с половиной человека», «Эпизоды» и «Западное крыло». На большом экране она появилась в фильмах «Сводные братья», «Ночь с Бет Купер» и «Ужин с придурками», а осенью 2012 года продала сценарий ситкома «Снова вместе» каналу ABC с собой в главной роли.